# Jeep Grand Cherokee
Jeep Grand Cherokee – samochód osobowy typu SUV klasy średniej, a następnie klasy wyższej produkowany pod amerykańską marką Jeep od 1992 roku. Od 2021 roku produkowana jest piąta generacja modelu.

## Pierwsza generacja

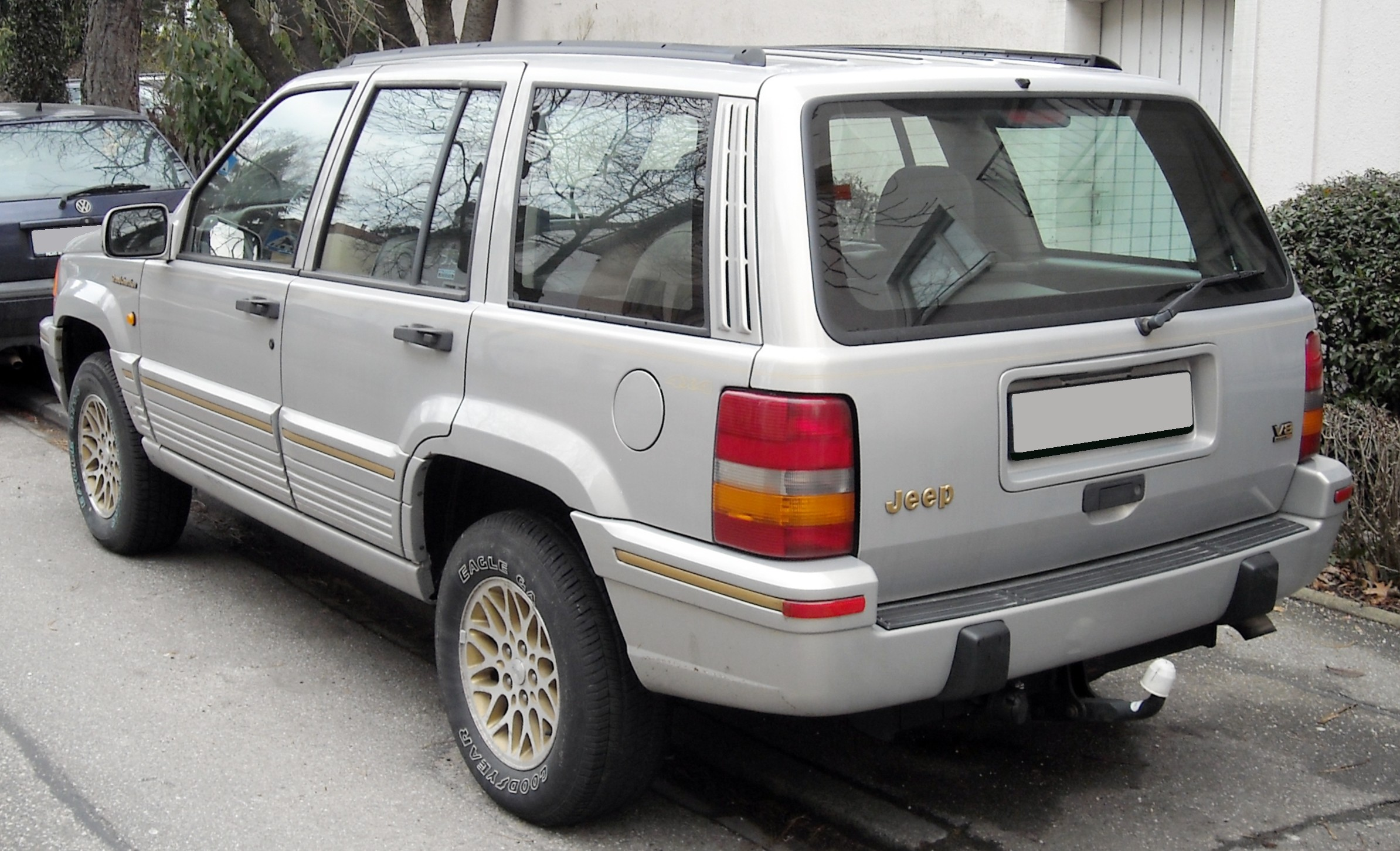
Jeep Grand Cherokee I – tył

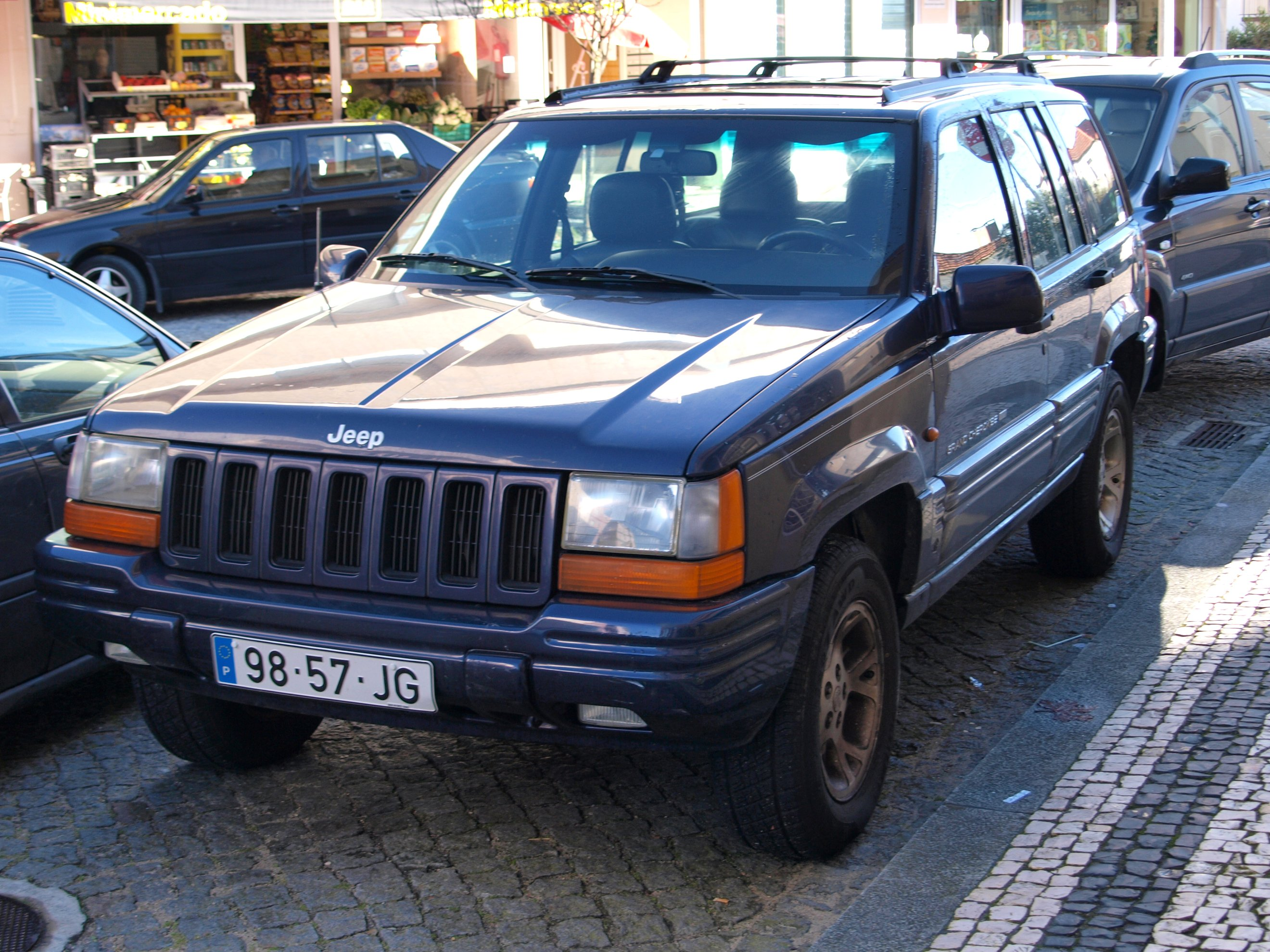
Jeep Grand Cherokee I po liftingu

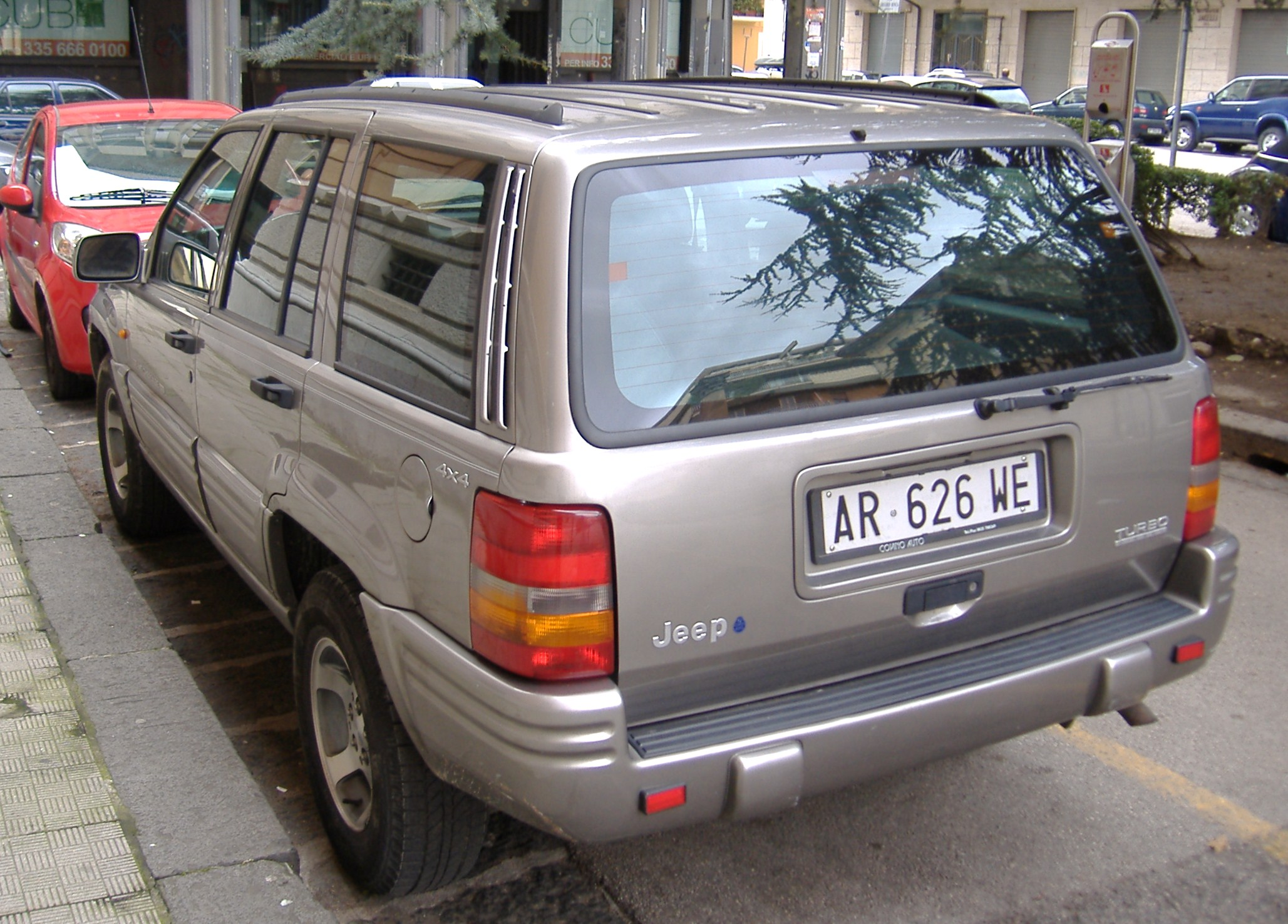
Jeep Grand Cherokee I – tył po liftingu

Jeep Grand Cherokee I został zaprezentowany po raz pierwszy w 1992 roku.
W 1992 roku Jeep przedstawił nowy, średniej wielkości model SUVa plasujący się w ofercie powyżej kompaktowego Cherokee.
Samochód otrzymał kod fabryczny ZJ i pod kątem stylistycznym charakteryzował się rozwinięciem koncepcji z mniejszego Cherokee. Nadwozie zyskało kanciaste proporcje, jednakże z zaokrąglonymi kantami. Reflektory obejmowały częściowo także błotniki, podobnie jak tylne lampy.
W 1994 roku Jeep podjął decyzję o zakończeniu produkcji luksusowego, bliźniaczego modelu Jeep Grand Wagoneer, który pełnił funkcję droższej wersji Grand Cherokee z takimi cechami, jak imitujące drewno okeliny na nadwoziu. Samochód zastąpiła topowa wersja Grand Cherokee, Limited.

### Lifting
W 1995 roku samochód przeszedł nieznaczną modernizację. Zmiany objęły m.in. pas przedni, stylistykę zderzaków i listew bocznych. Pojawiła się atrapa chłodnicy malowana w kolorze nadwozia, innego kształtu odblaski umieszczone w zderzakach, a także zmodyfikowane wkłady reflektorów i lamp tylnych.
Modyfikacje objęły także wygląd wnętrza, które nabrało krągłych kształtów i zyskało przestylizowany kształt przyrządów, nawiewów, boczków drzwi czy zegarów. W tym samym roku zadebiutował także silnik Diesla 2.5 TD produkcji włoskiej firmy VM Motori.

### Wersje wyposażeniowe
- SE
- Laredo
- Limited
- Endeavor
- Boston

### Dane techniczne (1994 R6 4.0)
- R6 4,0 l (3964 cm³), 2 zawory na cylinder, OHV
- Układ zasilania: wtrysk
- Średnica cylindra × skok tłoka: 98,55 × 86,61 mm
- Stopień sprężania: 8,8:1
- Moc maksymalna: 193 KM (142 kW) przy 4750 obr./min
- Maksymalny moment obrotowy: 305 N·m przy 4000 obr./min
- Przyspieszenie 0–100 km/h: 9,6 sekundy
- Prędkość maksymalna: 200 km/h

### Dane techniczne (1996V85.2)
- V8 5,2 l (5216 ccm), 2 zawory na cylinder, OHV
- Układ zasilania: wtrysk paliwa
- Średnica cylindra × skok tłoka: 99,30 × 84,10 mm
- Stopień sprężania: 8,9:1
- Moc maksymalna: 225 KM (163 kW) przy 4750 obr./min.
- Maksymalny moment obrotowy: 410 Nm przy 3050 obr./min.
- Przyspieszenie 0–100 km/h: 8,2 sekundy
- Prędkość maksymalna: 210 km/h

### Dane techniczne (V85.9)
- V8 5,9 l (5898 ccm), 2 zawory na cylinder, OHV
- Układ zasilania: wtrysk paliwa
- Średnica cylindra × skok tłoka: 102,00 × 91,00 mm
- Stopień sprężania: 8,7:1
- Moc maksymalna: 241 KM (174 kW) przy 4050 obr./min.
- Maksymalny moment obrotowy: 468 Nm przy 3050 obr./min.
- Przyspieszenie 0–100 km/h: 7,2 sekundy
- Prędkość maksymalna: 210 km/h

### Dane techniczne (2.5TD)
- R4 2,5 l, 2 zawory na cylinder, OHV
- Układ zasilania: wtrysk paliwa
- Stopień sprężania: 20,95:1
- Moc maksymalna: 113 KM (83 kW) przy 3900 obr./min.
- Maksymalny moment obrotowy: 278 Nm przy 2000 obr./min.
- Przyspieszenie 0–100 km/h: 15 sekund
- Prędkość maksymalna: 170 km/h

## Druga generacja

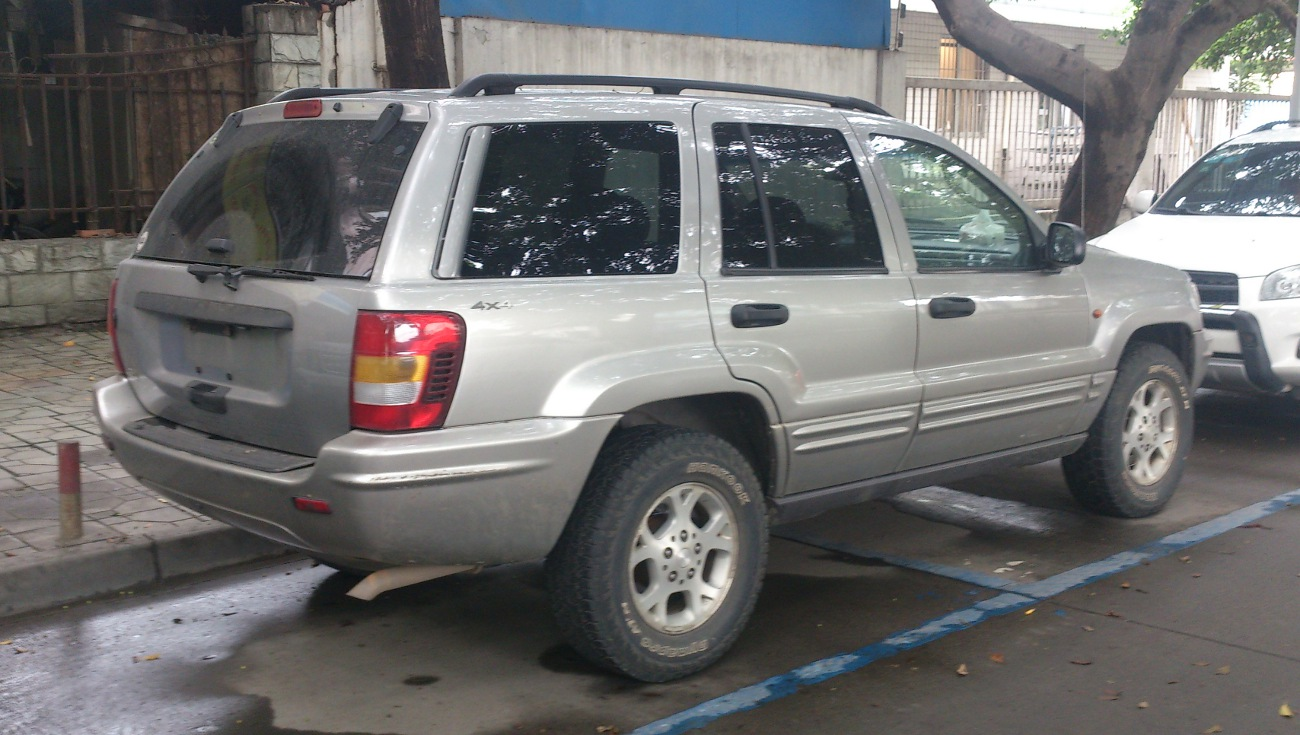
Jeep Grand Cherokee II – tył

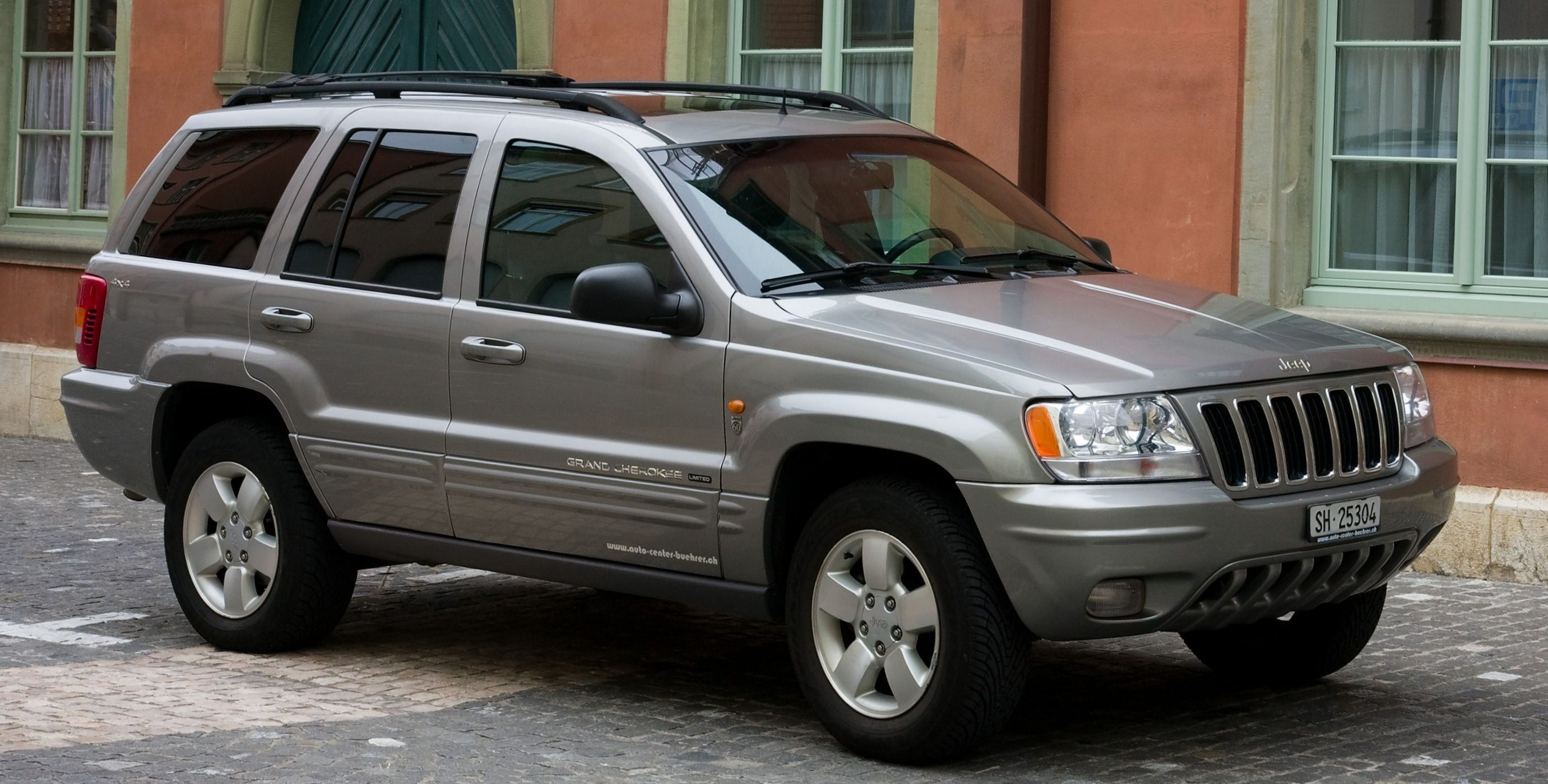
Jeep Grand Cherokee II po liftingu

Jeep Grand Cherokee II został zaprezentowany po raz pierwszy w 1998 roku.
Latem 1998 roku Jeep przedstawił drugą generację Grand Cherokee zbudowaną na nowej platformie. Samochód otrzymał kod fabryczny WJ, charakteryzując się ewolucyjnym zakresem zmian wizualnych w porównaniu do poprzednika.
Jeep Grand Cherokee II uzyskał zaokrąglone nadwozie, z większymi, prostokątnymi reflektorami z ciemnymi wkładami, a także zmodyfikowanymi tylnymi lampami z imitacją wlotów powietrza.
Zaokrąglony stał się też kształt nadwozia, a także szyb, błotników i zderzaków. Wnętrze zyskało bardziej luksusowy wystrój, z opcjonalnym wykończeniem kokpitu imitacją drewna. W 1999 roku samochód otrzymał tytuł North American Truck of the Year.

### Lifting
W 2001 roku Jeep Grand Cherokee II przeszedł modernizację nadwozia, która objęła głównie aspekty wizualne. Pojawiły się jaśniejsze wkłady reflektorów, malowanie atrapy chłodnicy w kolorze nadwozia, a także przestylizowane zderzaki i drobne modyfikacje w kabinie pasażerskiej.

### Wersje wyposażeniowe
- Laredo
- Limited
- Overland
- Sport

### Dane techniczne (4.0L R6)
- R6 4,0 l (3958 cm³), 2 zawory na cylinder, OHV
- Układ zasilania: wtrysk
- Stopień sprężania: 8,8:1
- Moc maksymalna: 195 KM (143 kW) przy 4600 obr./min
- Maksymalny moment obrotowy: 314 N·m przy 3000 obr./min
- Przyspieszenie 0–100 km/h: 10,9 sekundy
- Prędkość maksymalna: 190 km/h

### Dane techniczne (4.7L V8)
- V8 4,7 l (4701 cm³), 2 zawory na cylinder, SOHC
- Typ: PowerTech
- Układ zasilania: wtrysk
- Stopień sprężania: 9.0
- Moc maksymalna: 223 KM (164 kW) przy 4700 obr./min
- Maksymalny moment obrotowy: 390 N·m przy 3200 obr./min
- Przyspieszenie 0–100 km/h: 8,3 sekundy
- Prędkość maksymalna: 196 km/h

### Dane techniczne (4.7L V8 HO)
- V8 4,7 l (4701 cm³), 2 zawory na cylinder, SOHC
- Typ: PowerTech High Output
- Układ zasilania: wtrysk
- Stopień sprężania: 9,7:1
- Moc maksymalna: 258 KM (190 kW) przy 5100 obr./min
- Maksymalny moment obrotowy: 425 N·m przy 3500 obr./min
- Przyspieszenie 0–100 km/h: 8 sekund
- Prędkość maksymalna: 196 km/h (ograniczenie)

### Dane techniczne (3.1TD VM)
- 3,1 l (3124 cm³), 2 zawory na cylinder,
- Stopień sprężania: 21.0
- Moc maksymalna: 140 KM (103 kW) przy 3600 obr./min
- Maksymalny moment obrotowy: 384 N·m przy 1800 obr./min
- Przyspieszenie 0–100 km/h: 14 sekund
- Prędkość maksymalna: 170 km/h

### Dane techniczne (2.7 CRD)
- 2,7 l (2685 cm³), 4 zawory na cylinder,
- Typ:  Mercedes Benz OM612
- Układ zasilania: wielopunktowy wtrysk paliwa
- Stopień sprężania: 18.0
- Moc maksymalna: 163 KM (120 kW) przy 4000 obr./min
- Maksymalny moment obrotowy: 400 N·m przy 2000 obr./min
- Przyspieszenie 0–100 km/h: 11,2 sekundy
- Prędkość maksymalna: 190 km/h

## Trzecia generacja

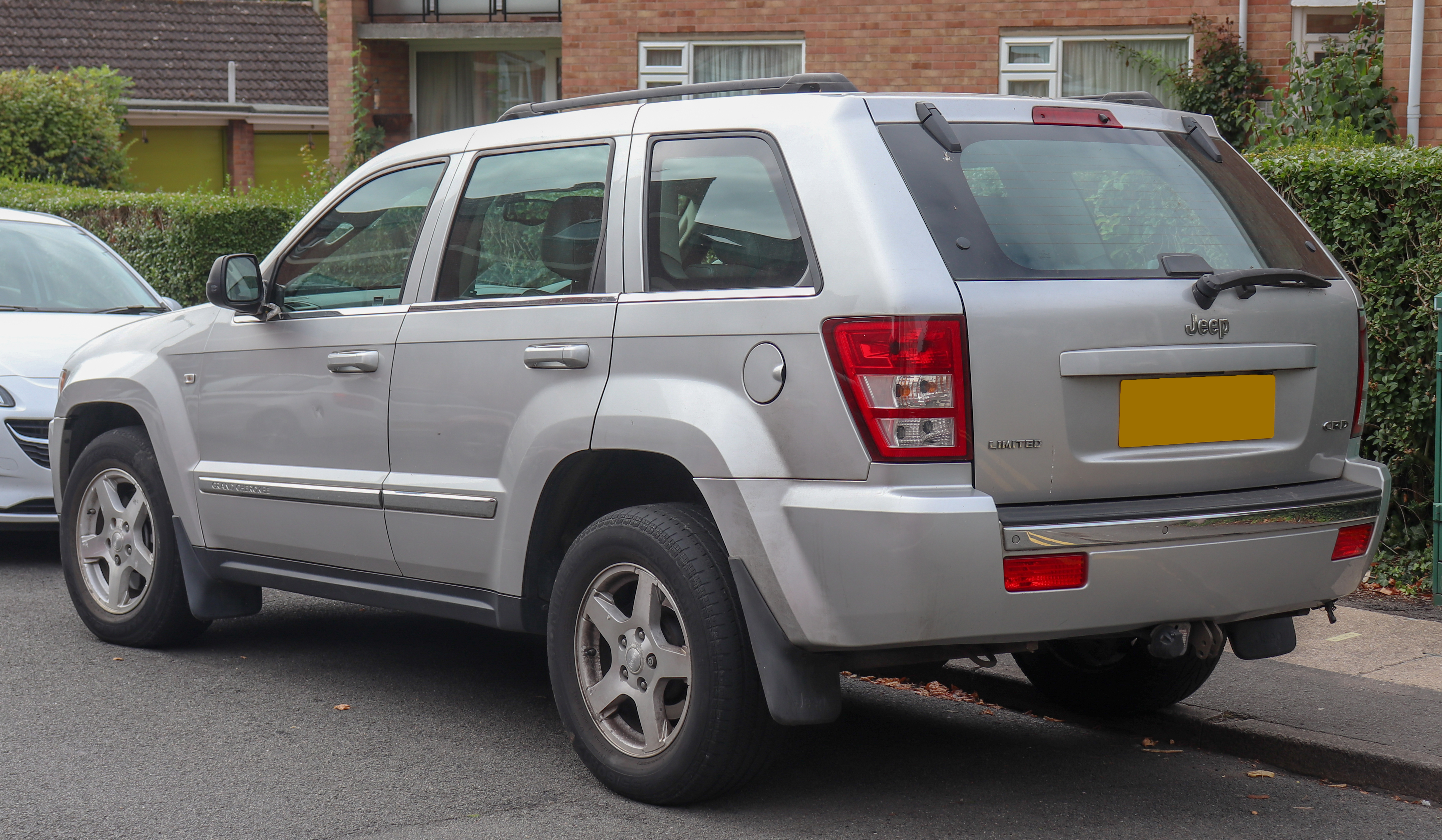
Jeep Grand Cherokee III – tył

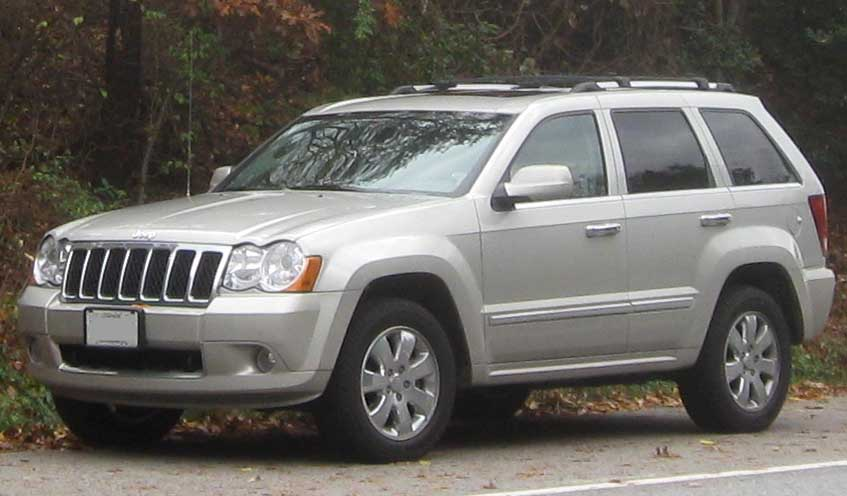
Jeep Grand Cherokee III po liftingu

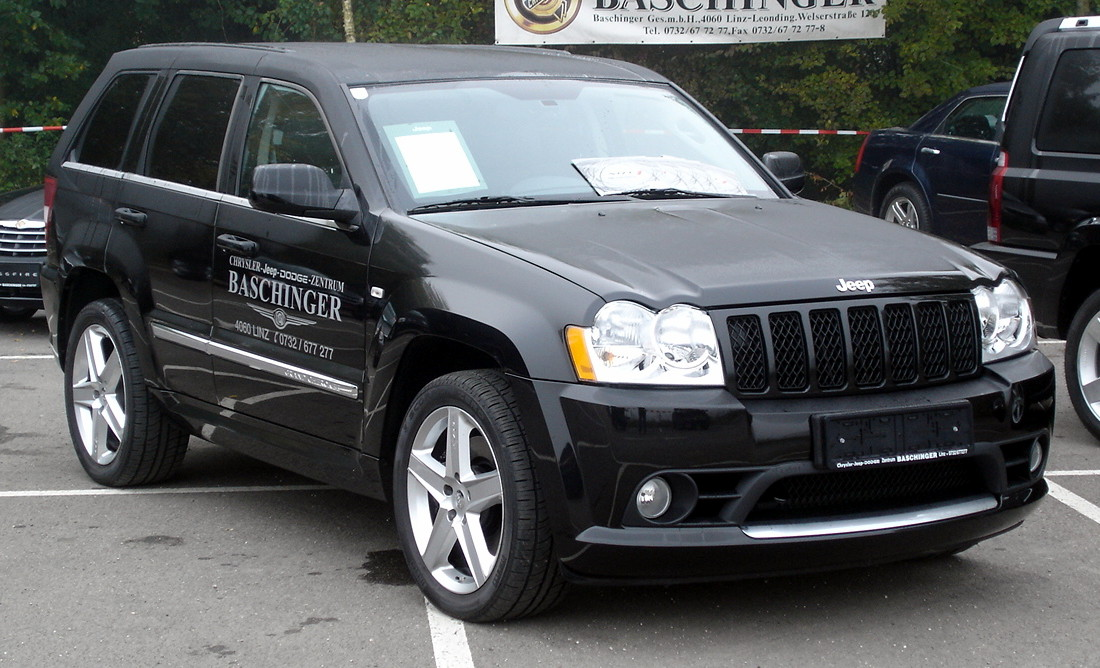
Jeep Grand Cherokee III SRT8

Jeep Grand Cherokee III został zaprezentowany po raz pierwszy w 2004 roku.
Podczas targów motoryzacyjnych w Nowym Jorku w kwietniu 2004 roku Jeep przedstawił zupełnie nową, trzecią odsłonę Grand Cherokee zbudowaną na zmodernizowanej platformie poprzednika. Samochód otrzymał kod fabryczny WK, zyskując masywniejsze i obszerniejsze nadwozie.
Pojawiło się w nim więcej wyrazistych akcentów, a także przetłoczeń i kantów. Charakterystycznym elementem stylistycznym stały się reflektory łączące kanciaste dolne krawędzie z zaokrąglonymi górnymi krawędziami, a także duża chromowana atrapa chłodnicy.
Kokpit zyskał w stosunku do poprzednika masywniejsze kształty, z rozbudowaną konsolą centralną i rozbudowanym panelem przyrządów. Opcjonalnie samochód mógł być wyposażony w system multimedialny, a także wykończenie z imitacji drewna, aluminium lub skóry.

### SRT-8
W 2006 roku Jeep przedstawił sportową odmianę SRT-8, która zyskała obszerne modyfikacje wizualne. Pojawiły się większe alufelgi, przestylizowane zderzaki, a także zmodyfikowane spojlery i nakładki na progi.
Topowy wariant był napędzany 6,1-litrowym, szesnastozaworowym silnikiem benzynowym typu V8, który rozwijał moc 425 KM i maksymalny moment obrotowy 596 Nm.

### Lifting
W 2007 roku Jeep zaprezentował Grand Cherokee po gruntownej modernizacji, która przyniosła nowy kształt zderzaka i przeprojektowany kokpit. Z przodu pojawiły się inaczej rozstawione halogeny, a także inny kształt atrapy chłodnicy.

### Wersje wyposażeniowe
- Laredo
- CRD Predator
- Limited
- S-Limited
- Overland

### Dane techniczne (SRT-8)
- V8 6,1 l (6059 cm³), 2 zawory na cylinder, OHV
- układ zasilania: wtrysk
- średnica cylindra × skok tłoka: 103,00 × 90,90 mm
- stopień sprężania: 10,3:1
- moc maksymalna: 426 KM (313 kW) przy 6200 obr./min
- maksymalny moment obrotowy: 569 N·m przy 4800 obr./min
- przyspieszenie 0–100 km/h: 4,9 sekundy
- prędkość maksymalna: 245 km/h

### Silniki
- V6 3.7l 210 KM
- V8 4.7l 265 KM
- V8 4.7l 305 KM
- V8 5.7l 330 KM
- V8 5.7l 357 KM
- V8 6.1l 425 KM
- V6 3.0l CRD 218 KM

## Czwarta generacja

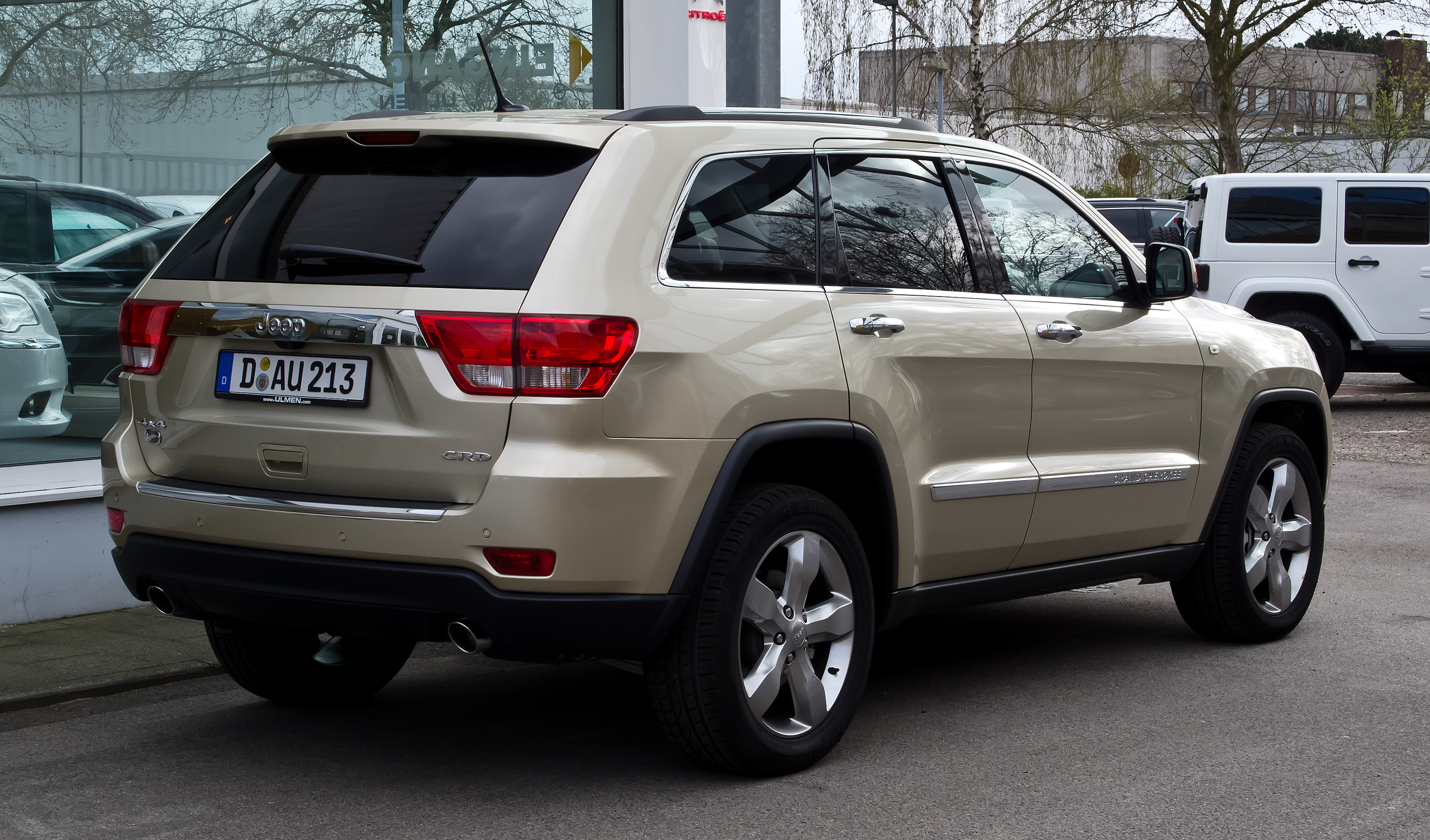
Jeep Grand Cherokee IV – tył

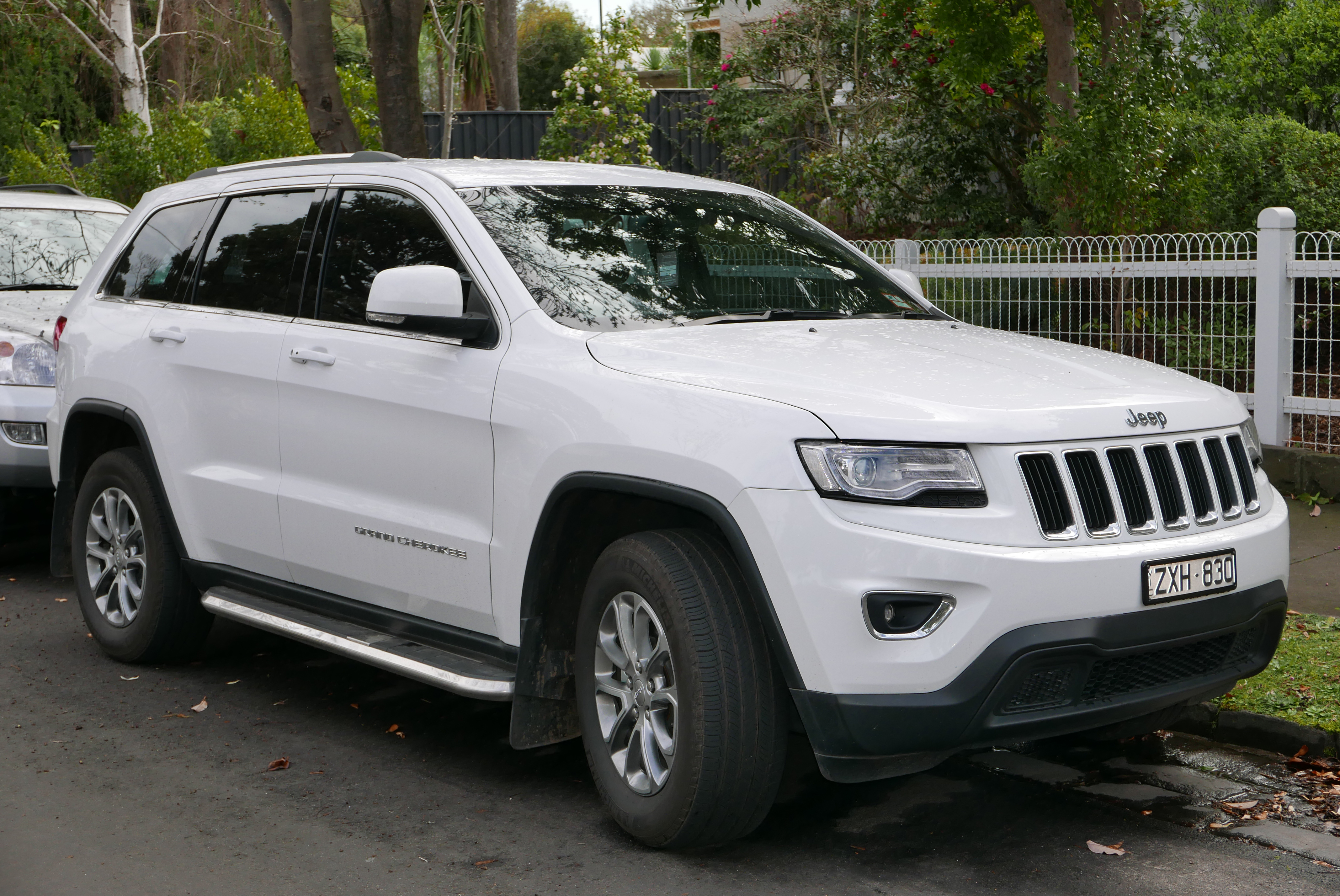
Jeep Grand Cherokee IV po liftingu

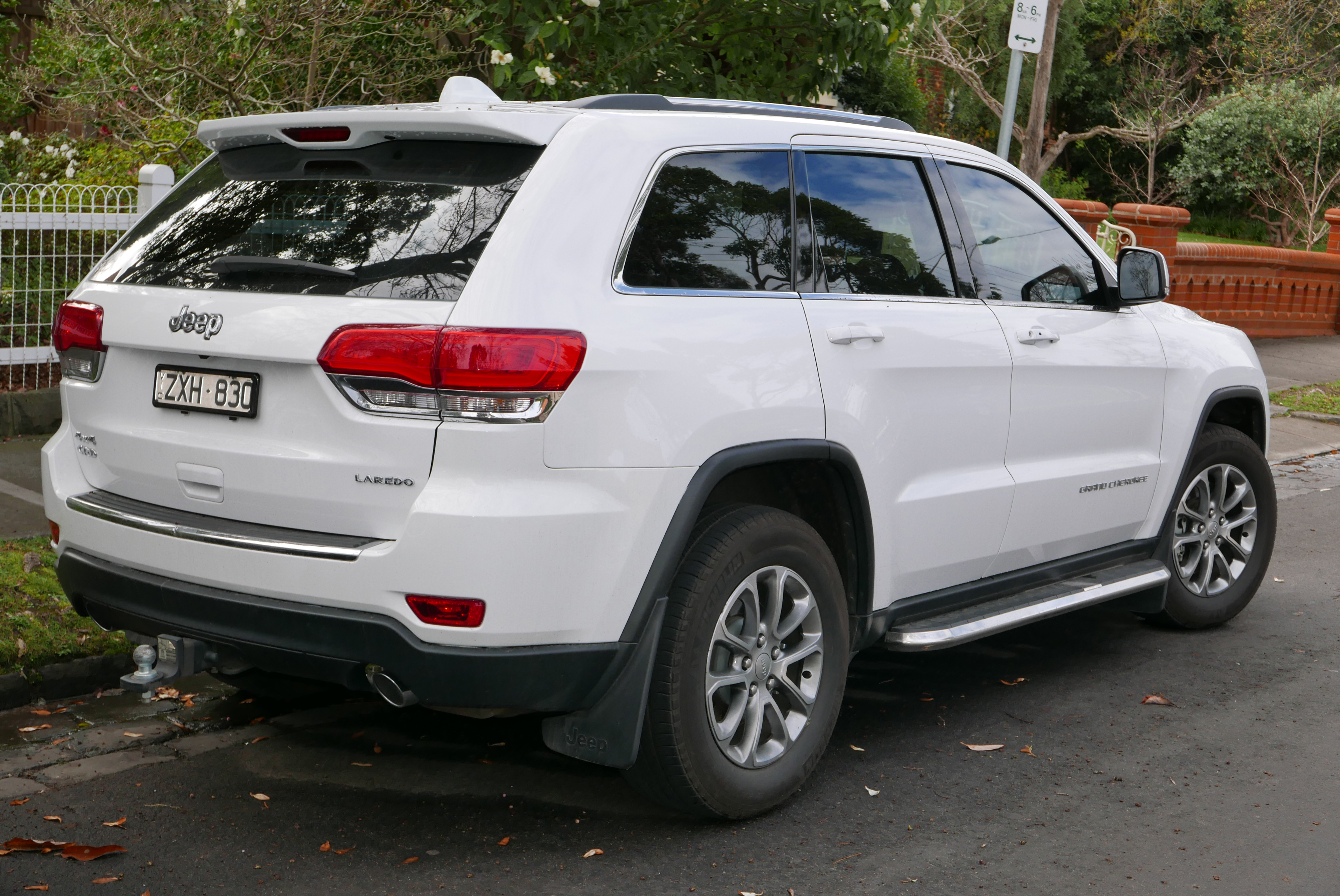
Jeep Grand Cherokee IV – tył po liftingu

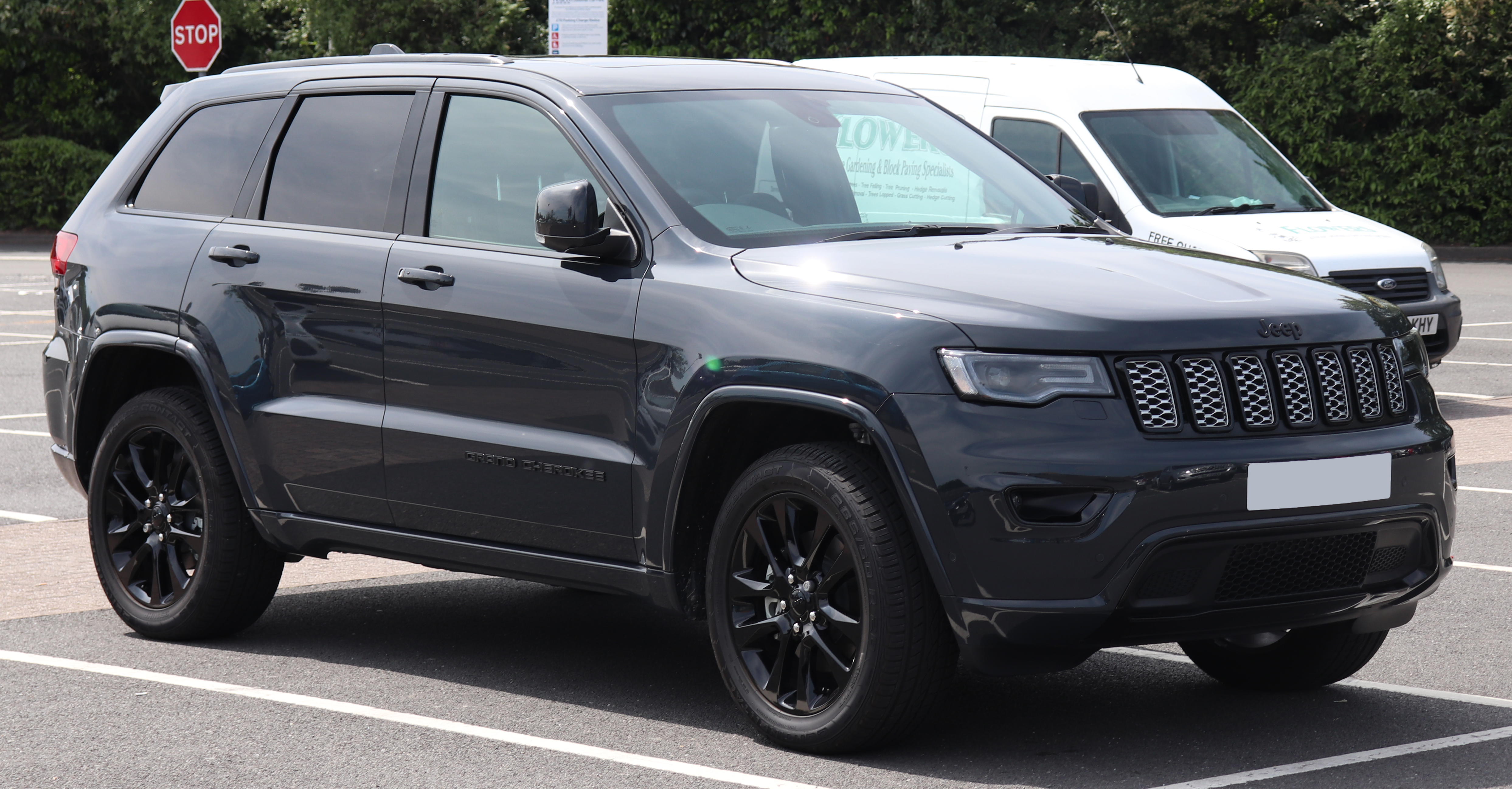
Jeep Grand Cherokee IV po drugim liftingu

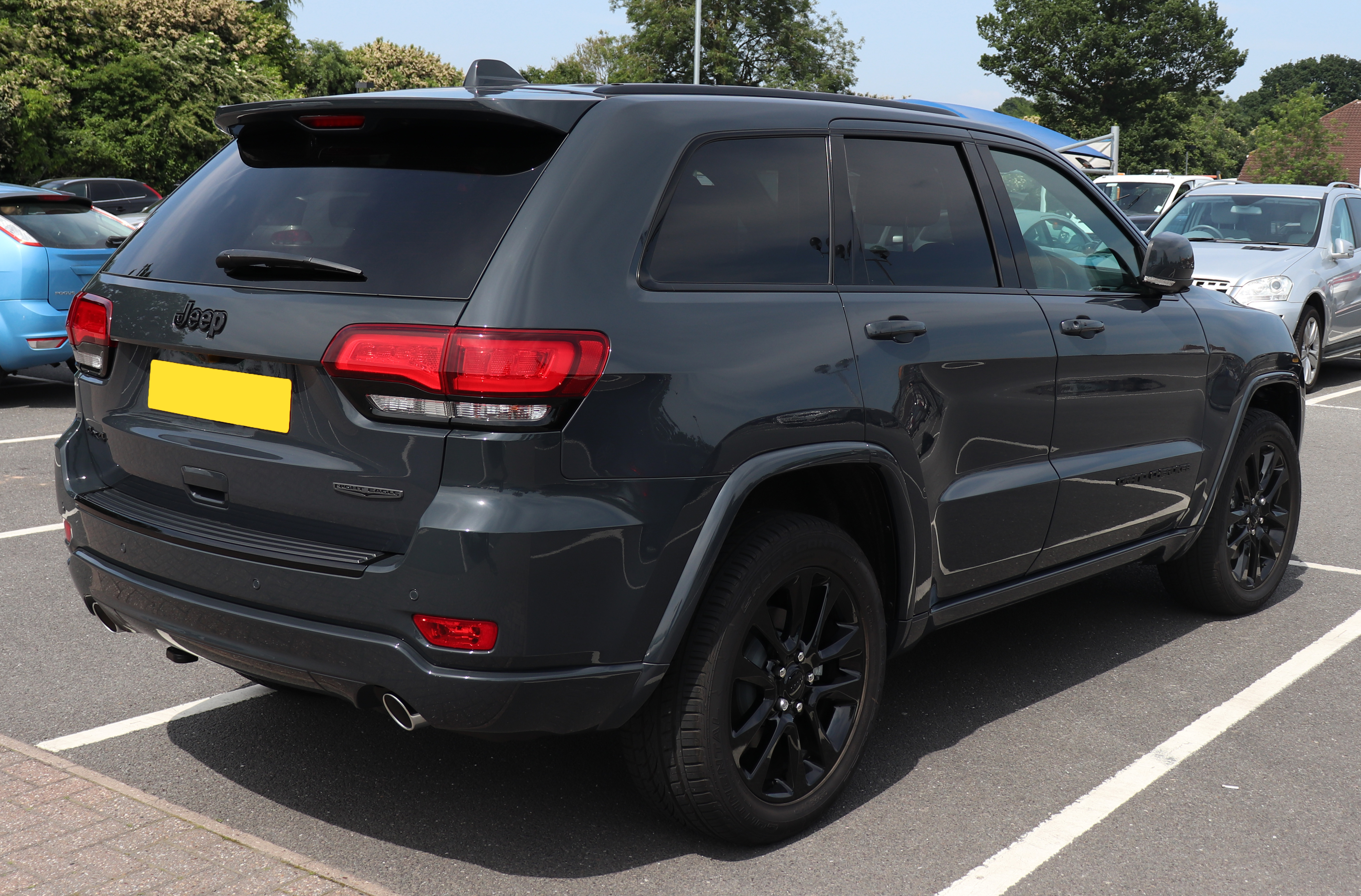
Jeep Grand Cherokee IV – tył po drugim liftingu

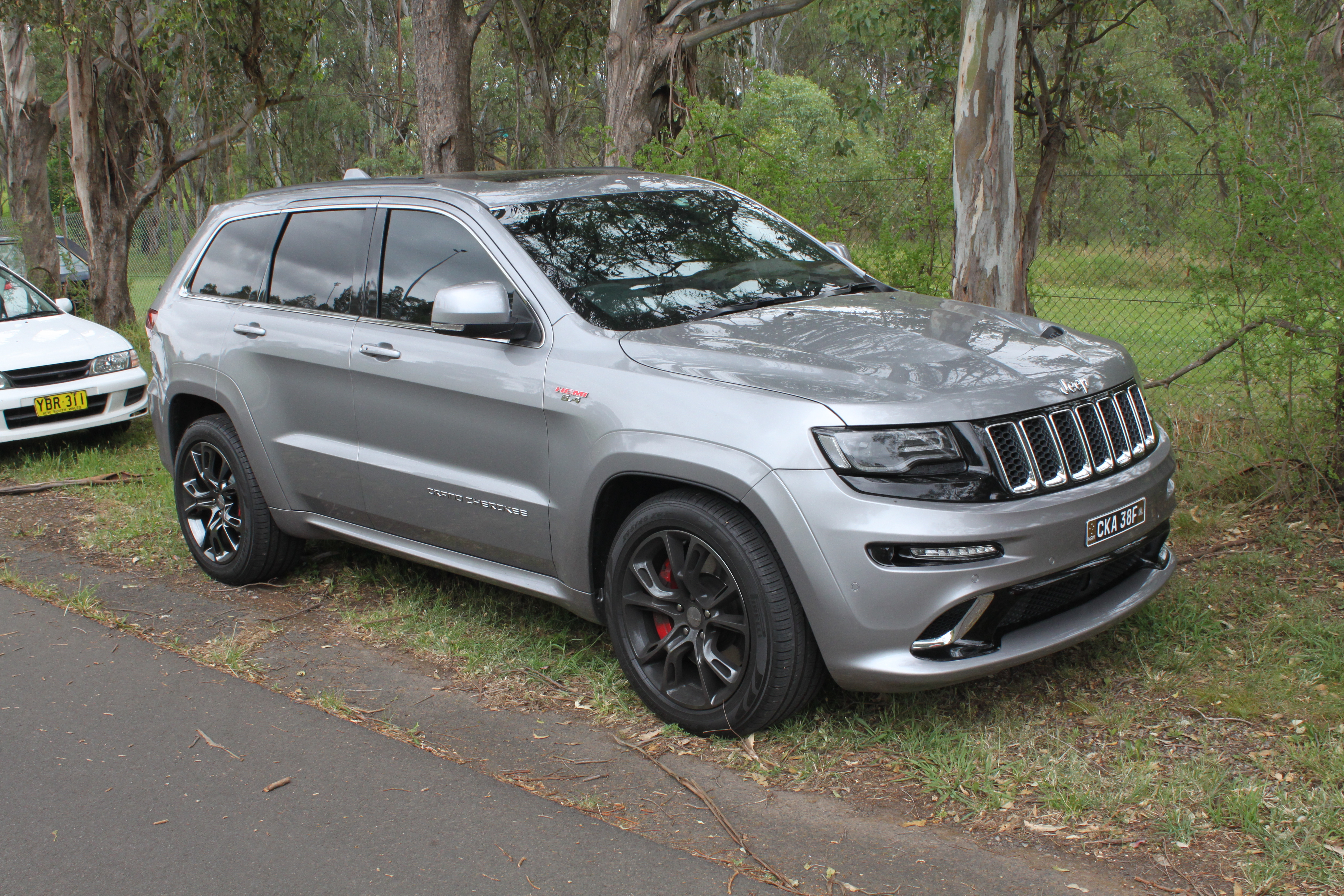
Jeep Grand Cherokee IV SRT8

Jeep Grand Cherokee IV został zaprezentowany po raz pierwszy w 2009 roku.
W lutym 2009 roku Jeep przedstawił nową, czwartą generację Grand Cherokee. Samochód otrzymał kod fabryczny WK2 i powstał na zmodernizowanej platformie poprzednika, będąc ostatnim modelem Jeepa opracowanym jeszcze za czasów partnerstwa z Mercedesem.
Samochód zyskał bardziej zaokrąglony kształt nadwozia, z wyżej poprowadzoną linią szyb i masywniejszym przodem. Pojawiła się tam atrapa chłodnicy, bardziej prostokątne reflektory, a także chromowana listwa znajdująca się między tylnymi lampami.
We wrześniu 2020 roku samochód został wycofany ze sprzedaży na rynku polskim, pozostawiając ofertę Jeepa bez dużego SUV-a na co najmniej rok, dopóki do sprzedaży nie trafi kolejna generacja.

### Restylizacje
W 2013 roku podczas targów motoryzacyjnych w Detroit zaprezentowano wersję po obszernej restylizacji. Auto otrzymało zmodyfikowany pas przedni ze światłami do jazdy dziennej wykonanymi w technologii LED, zmieniony przedni zderzak i nowy wzór atrapy chłodnicy. Zmienił się też kształt tylnych lamp, z kolei we wnętrzu auta zmieniono kierownicę, drążek zmiany biegów, panel klimatyzacji, centralny wyświetlacz z systemem multimedialnym i nawigacją oraz zastosowano cyfrową tablicę zegarów.
W kwietniu 2016 roku zadebiutował lekko zmodernizowany model na rok 2016. Do silników V6 wprowadzono technologię Star&Stop, obniżono emisję CO2 i spalanie silników, wprowadzono również m.in. nową dźwignię zmiany biegów, nowe kolory lakierów, wprowadzono również nowy zestaw wskaźników.
Na początku 2017 roku samochód przeszedł drugą, mniej rozległą niż poprzednio modernizację. Delikatnie przemodelowano atrapę chłodnicy czy też zderzak przedni, a także ponownie zmieniono kształt reflektorów. Nowością są m.in. LED-owe światła przeciwmgielnej i kilka nowych asystentów bezpieczeństwa w droższych wersjach.

### Grand Cherokee Trailhawk
W 2017 zaprezentowana została bardziej uterenowiona odmiana Trailhawk. Odmiana bazująca na wersji Limited otrzymała m.in. opony o bardziej terenowym profilu, zderzaki o dużej nielakierowanej powierzchni, pneumatyczne zawieszenie Quadra Lift o dodatkowo zwiększonym prześwicie, mechanizm różnicowy o regulowanym poślizgu, matową kalkomanię na masce, która ma zapobiegać olśnieniu kierowcy przez słońce. Dzięki zmianom zwiększyły się także parametry terenowe w postaci kątów: natarcia, zejścia i rampowego.

### Grand Cherokee Trackhawk
Również w 2017 roku zadebiutowała najmocniejsza odmiana modelu Grand Cherokee – Trackhawk. Wyposażony został on w silnik Hellcat o pojemności 6,2 l i mocy 707 KM. Silnik został doładowany kompresorem i posiada maksymalny moment obrotowy na poziomie 875 Nm. Do setki przyśpiesza w 3,7s a maksymalną prędkość określono na 290 km/h. Skrzynią pozostał 8-biegowy automat, który jednak otrzymał dodatkowy tryb. Odpowiednie hamowanie ma zapewnić natomiast układ od Brembo z sześciotłoczkowymi zaciskami z przodu i czterotłoczkowymi z tyłu. W USA sprzedaż pojazdu rozpoczęła się w IV kwartale tego samego roku. W Polsce pierwszy egzemplarz sprzedano 23 maja 2018 roku. Na rynek Polski ma trafić 51 egzemplarzy auta.

#### Trackhawk Geiger Cars
W 2019 roku firma Geiger Cars przedstawiła stuningowanego Jeepa Grand Cherokee Trackhawk. Pojazd otrzymał 22 calowe felgi aluminiowe, zawieszenie obniżone o 25 mm, oraz barwy Gulf. Mechanicznie zmieniono sprężarkę oraz wprowadzono zmiany w silniku i układzie wydechowym co pozwoliło osiągnąć mu moc 920 KM i 1003 Nm. Prędkość maksymalna pojazdu to 312 km/h.

### Nagrody i wyróżnienia
W 2013 roku duży Jeep w plebiscycie zorganizowanym przez magazyny motoryzacyjne „Motor” i „Auto Moto” zdobył tytuł „AUTO LIDER” w kategorii „Duży SUV” i „Auto Terenowe”.
W 2014 i 2015 roku Grand Cherokee zwyciężył w kategorii Duży SUV w plebiscycie flotowym „Fleet Derby”.
W 2016 roku duży Jeep znalazł się wśród 10 najlepszych samochodów na rynku w Wielkiej Brytanii, według ankiety robionej wśród właścicieli samochodów.
W 2017 roku Grand Cherokee znalazł się na trzecim miejscu w rankingu niezawodności dużych SUV-ów według Warranty Direct.

### Wersje wyposażenia[30]
- Laredo
- Limited
- Trailhawk
- Overland
- Summit
- SRT-8
- Trackhawk
- Laredo X – wersja specjalna
- S-Limited – wersja specjalna

Standardowe wyposażenie podstawowej wersji Laredo pojazdu obejmuje m.in. 7 poduszek powietrznych, dostęp bez-kluczykowy, czujniki parkowania, reflektory bi ksenonowe, elektrycznie regulowane fotele przednie, elektrycznie regulowane i podgrzewane lusterka, klimatyzację automatyczną, radio sterowane z kierownicy z ekranem dotykowym 7 cali i 6 głośnikami, aluminiowe felgi 18 cali i podgrzewane fotele przednie.
Bogatsza wersja Limited dodatkowo wyposażona jest m.in. w kamera cofania, automatyczne światła drogowe, podgrzewane tylne siedzenia, skórzaną tapicerkę, nawigacja satelitarna z ekranem dotykowym 8,4 cala, system nagłośnienia Alpine Premium z 9 głośnikami (506w) i automatycznie podnoszoną klapę bagażnika.
Wersja Trailhawk dodatkowo wyposażona została także m.in. w przyciemniane szyby, pneumatyczne zawieszenie, płyty ochronne podwozia, perforowaną skórzaną tapicerkę i wentylowane siedzenia.
Wersja Overland dodatkowo wyposażona została także m.in. w układ hamulcowy o charakterystyce sportowej, asystenta zmiany pasa ruchu, monitorowanie martwego pola, deska rozdzielcza obszyta skórą, adaptacyjny tempomat, system automatycznego parkowania poprzecznego i równoległego, aluminiowe felgi 20 cali i dwuczęściowy panoramiczny dach.
Wersja Summit dodatkowo wyposażona została także m.in. w elementy wykończenia wnętrza z prawdziwego metalu, adaptacyjne reflektory bi-ksenonowe, system nagłośnienia Harman Kardon z 19 głośnikami (825w) i aktywne wyciszenie.
Wersja SRT-8 została dodatkowo wyposażona m.in. w: sportowy, wyczynowy układ hamulcowy Brembo i aktywne zawieszenie pneumatyczne. Z kolei topowa wersja Trackhawk została dodatkowo wyposażona m.in. w system odzyskiwania energii podczas hamowania i kute polerowane felgi aluminiowe 20 cali.

### Silniki[30]
| Silnik                  | Pojemność skokowa [cm³] | Typ silnika        | Moc maksymalna [KM] przy obr./min | Maks. moment obrotowy [Nm] przy obr./min | Przyspieszenie 0–100 km/h [s] | Prędkość maks. [km/h] | Spalanie (l/100 km) miasto/trasa/średnio | Emisja CO2 (g/km)  |                    |                    |                    |
| Silniki benzynowe:      | Silniki benzynowe:      | Silniki benzynowe: | Silniki benzynowe:                | Silniki benzynowe:                       | Silniki benzynowe:            | Silniki benzynowe:    | Silniki benzynowe:                       | Silniki benzynowe: | Silniki benzynowe: | Silniki benzynowe: | Silniki benzynowe: |
| ----------------------- | ----------------------- | ------------------ | --------------------------------- | ---------------------------------------- | ----------------------------- | --------------------- | ---------------------------------------- | ------------------ | ------------------ | ------------------ | ------------------ |
| 3.6 V6 PentaStar        | 3604                    | V6                 | 286 (210) przy 6350               | 347 przy 4300                            | 8,3                           | 206                   | 14,3 / 8,2 / 10,4                        | 244                |                    |                    |                    |
| 5.7 V8 Hemi             | 5654                    | V8                 | 352 (259) przy 5200               | 520 przy 4200                            | 7,3                           | 225                   | 19,6 / 9,2 / 13,0                        | 304                |                    |                    |                    |
| 6.4 V8 Hemi (SRT-8)     | 6417                    | V8                 | 468 (344) przy 6250               | 624 przy 4100                            | 4,9                           | 257                   | 20,3 / 9,6 / 13,5                        | 315                |                    |                    |                    |
| 6.2 V8 Hemi (Trackhawk) | 6166                    | V8                 | 700 (514) przy 6000               | 868 przy 4800                            | 3,7                           | 290                   | 25,5 / 11,7 / 16,8                       | 385                |                    |                    |                    |
| Silniki wysokoprężne:   |                         |                    |                                   |                                          |                               |                       |                                          |                    |                    |                    |                    |
| 3.0 V6 CRD              | 2987                    | V6                 | 190 (140) przy 4000               | 440 przy 1600 – 2800                     | 10,2                          | 191                   | 8,0 / 6,4 / 7,0                          | 184                |                    |                    |                    |
| 3.0 V6 CRD              | 2987                    | V6                 | 250 (184) przy 4000               | 570 przy 2000                            | 8,2                           | 202                   | 8,0 / 6,4 / 7,0                          | 184                |                    |                    |                    |

### Grand Cherokee w reklamie
Mimo iż na krajowym rynku Grand Cherokee jest samochodem raczej niszowym, doczekał się wielu reklam mu poświęconych:
Pierwsza z polskich reklam telewizyjnych samochodu o długości 30 sekund była emitowana w połowie 2011 roku. Hasło reklamowe obecne w reklamie to: „Zbudowany by działać, stworzony by trwać”. Niemal równocześnie, emitowana w telewizji była reklama promująca całą ówczesną gamę Jeep-a (w tym Grand Cherokee), stworzona z okazji 70-lecia marki.
Rok później emitowana była reklama promująca zarówno Grand Cherokee, jak i Compassa, oraz Wranglera. Stosowane w reklamie hasło reklamowe to: „Życie. Bierz je!”.
W drugiej połowie 2013 roku ukazała się kolejna reklama, tym razem promująca model po face liftingu. Hasło reklamowe to: „Nowy Jeep Grand Cherokee. Doskonalenie zaprowadziło nas aż tutaj.”
W 2014 roku emitowano reklamę promującą nie tylko Grand Cherokee, ale też Wranglera i Cherokee. Spot wykorzystywał utwór Michaela Jacksona pt. „Love never felt so good”. Hasłem reklamowym było „Jeep – to jest twój czas”.
W 2015 roku ukazała się kolejna reklama sztandarowego Jeepa, tym razem jednak solowa. Nowa reklama de facto wykorzystywała muzykę wykorzystaną w reklamie sprzed 2 lat, ale hasła reklamowe i większość klipu była inna. Hasłem przewodnim było: „Jeep Grand Cherokee. Nowy wymiar przygody”.
Także w 2015 roku emitowana była następna reklama, promująca Grand Cherokee i mniejszy model Cherokee. Przy okazji promowała także dni otwarte w salonach marki. Tym razem hasło reklamowe odnosiło się do obu modeli jednocześnie: „Dwóch bohaterów, jedna dusza.”.
W 2016 roku ukazał się kolejny spot reklamowy promujący Grand Cherokee. Tym razem użyto hasła „Twoja historia czeka na Ciebie”. Importer przedstawił też ofertę promocyjnego leasingu.
Na kolejną reklamę z udziałem sztandarowego Jeepa musieliśmy trochę poczekać, ponieważ producent skupił się na promowaniu mniejszych, bardziej wpływowych modeli. Jest to reklama promująca zarówno całą gamę, jak i wyprzedaż rocznika 2018. Hasło reklamowe odnoszące się do wszystkich modeli to: „Born to be wild”.
Ostatnia reklama z udziałem Jeepa Grand Cherokee emitowana w Polskiej telewizji pojawiła się niespełna kilka miesięcy później. Reklamowała ona zarówno Grand Cherokee, jak i inne modele Jeepa, z okazji drzwi otwartych występujących u Jeepa pod nazwą „Noc cudów”. Wykorzystane hasło reklamowe to tym razem: „Jeep. Legendy nie rodzą się, lecz są tworzone”.

### Dane techniczne (SRT8)[41]

#### Specyfikacja
- Liczba cylindrów: 8 w układzie V (V8)
- Pojemność skokowa: 6417 cm³
- Liczba zaworów: 16
- Maks. moc: 468 KM przy 6250 obr./min.
- Maks. moment obrotowy: 624 Nm przy 4100 obr./min.
- Zalecane paliwo: bezołowiowa PB 98, typ premium
- Wtrysk paliwa: sekwencyjny wtrysk wielopunktowy
- Skrzynia automatyczna 8-biegowa
- Stały napęd 4×4
- Prześwit: 20 cm
- Wymiary (wys./dług./szer. w cm): 175/485/194
- Masa własna: 2360 kg
- Hamulce marki Brembo

#### Osiągi
- Przyspieszenie 0–100 km/h: 5,0 s.
- Prędkość maksymalna: 257 km/h
- Zużycie paliwa (cykl: mieszany/miejski/pozamiejski w l/100 km) 14,1/20,9/10,1

## Piąta generacja

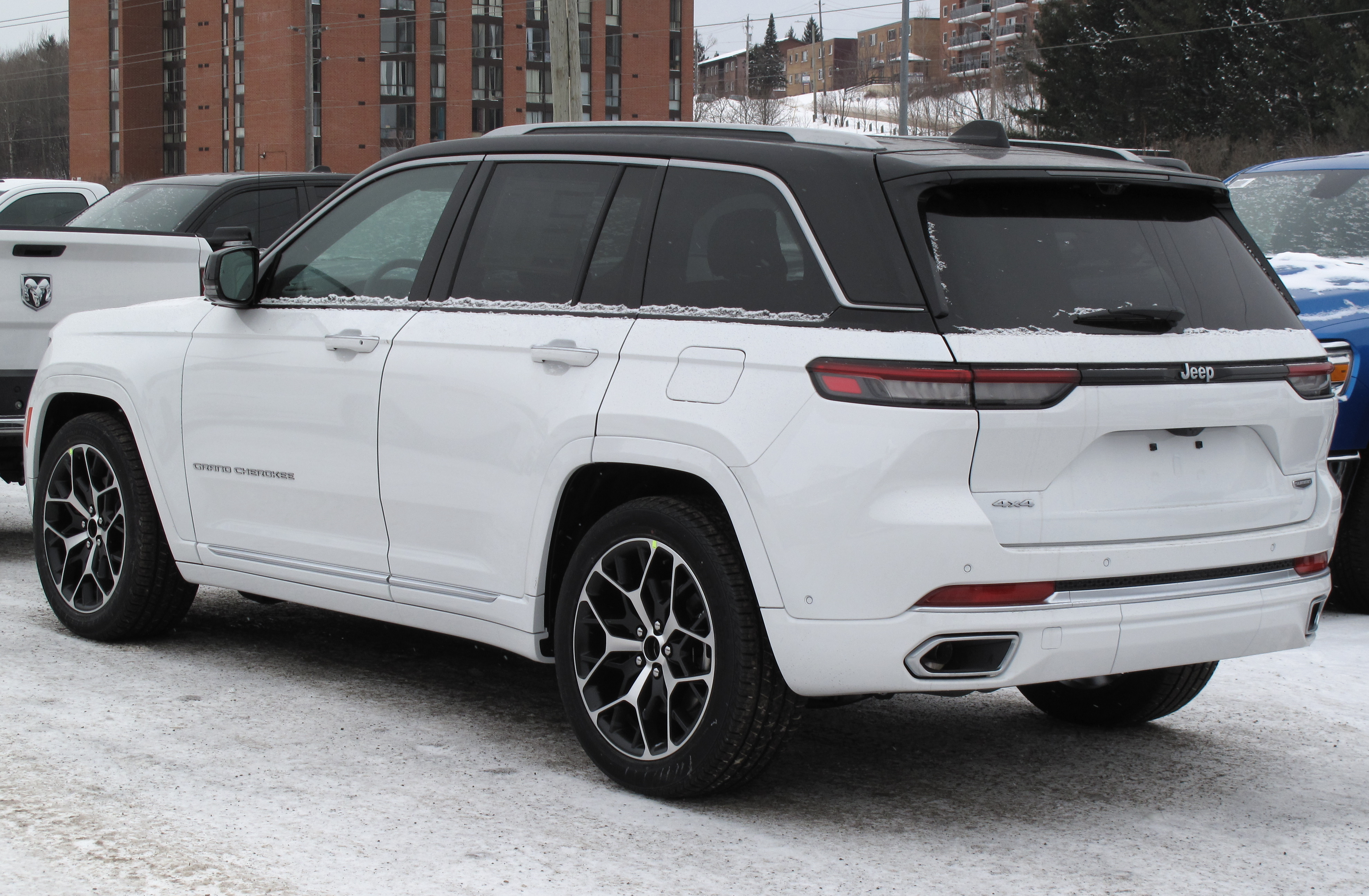
Jeep Grand Cherokee V - tył

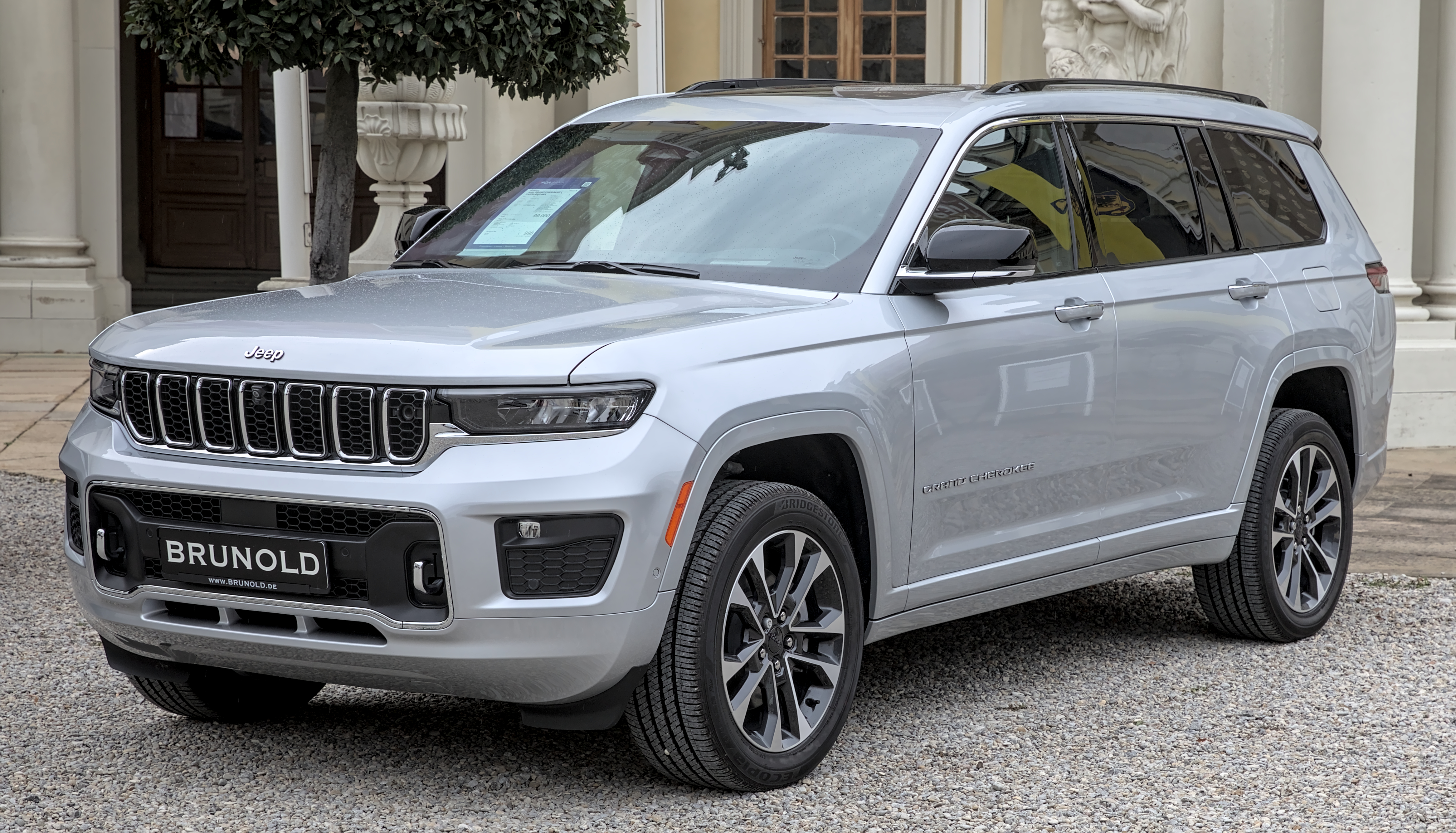
Jeep Grand Cherokee L

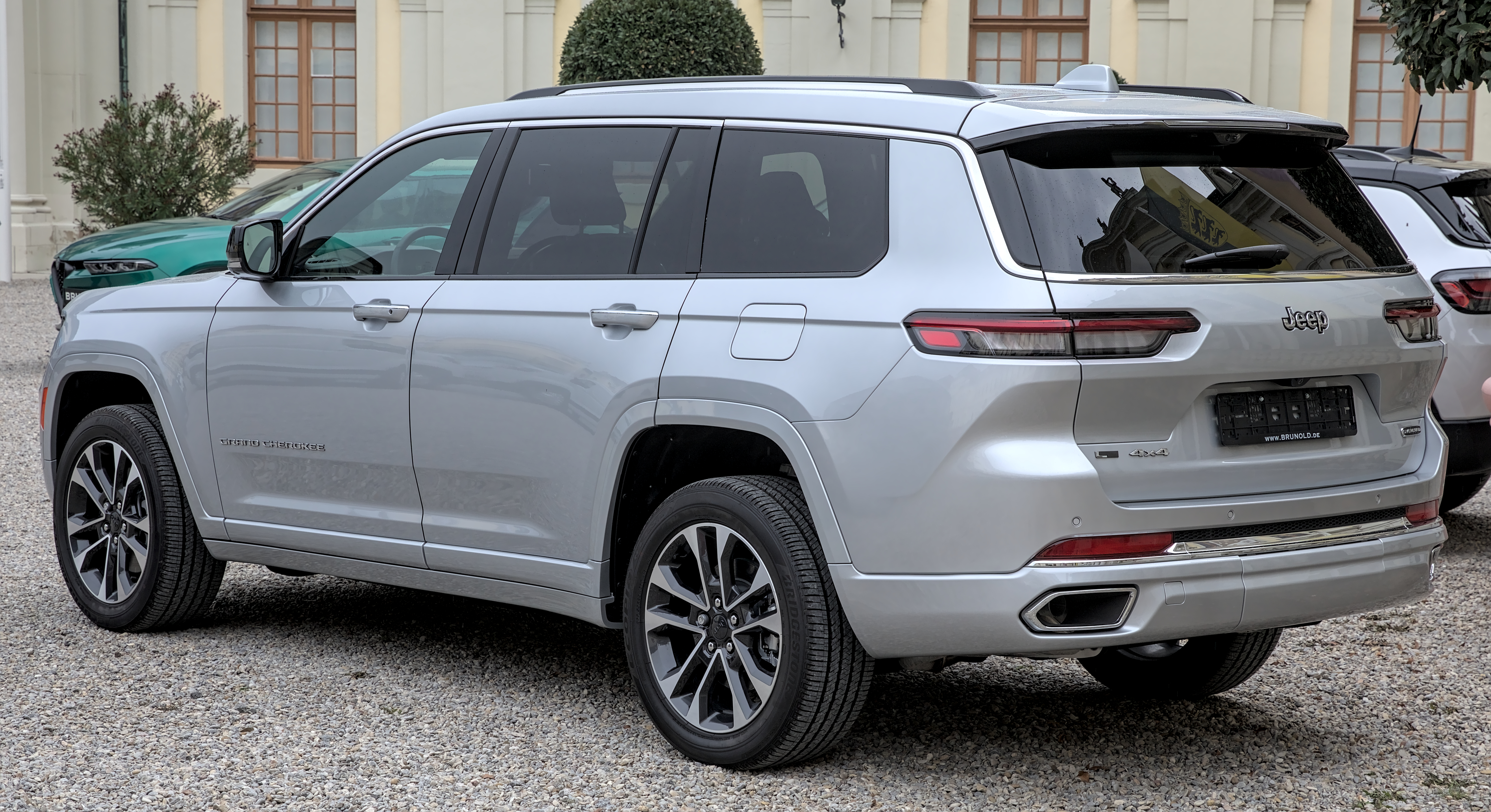
Jeep Grand Cherokee L - tył

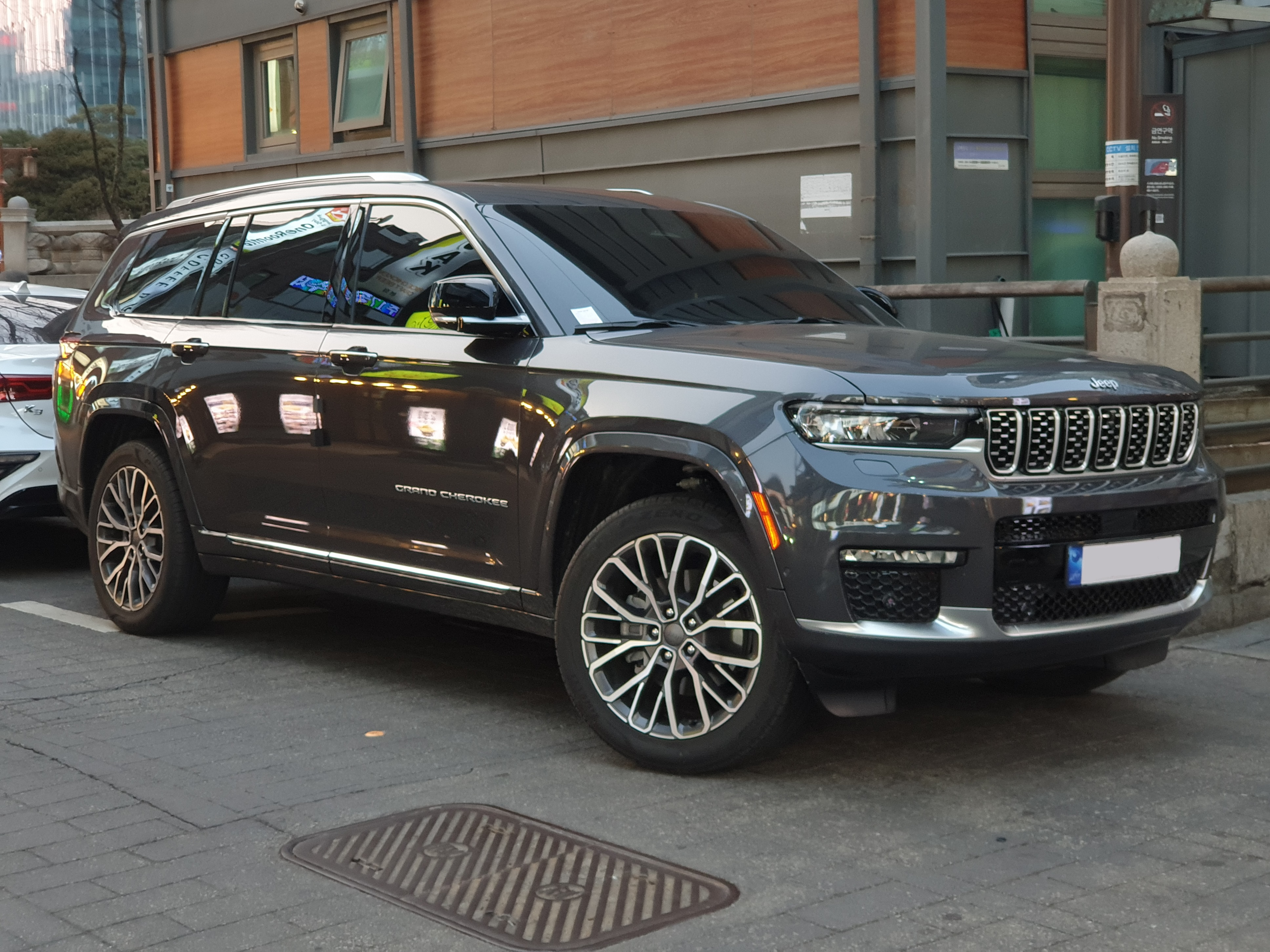
Jeep Grand Cherokee L Summit

Jeep Grand Cherokee V został zaprezentowany po raz pierwszy w 2021 roku.
W lutym 2020 roku Jeep oficjalnie zapowiedział, że w drugiej połowie 2020 roku zaprezentowana zostanie pierwsza od 11 lat, zupełnie nowa piąta generacja Grand Cherokee oznaczona kodem fabrycznym WL. Z powodu pandemii COVID-19 i związanego z nią wstrzymania produkcji w fabrykach na terenie Stanów Zjednoczonych, zarówno oficjalna prezentacja, jak początek sprzedaży nowego Grand Cherokee zostały ostatecznie przełożone z ostatniego kwartału 2020 roku na początek 2021 roku.
Samochód opracowany został na platformie Alfy Romeo Stelvio, charakteryzując się znacznie większym nadwoziem o długości przekraczającej 5,2 metra i bardziej kanciastą sylwetką z pojemniejszym bagażnikiem mogącym po raz pierwszy pomieścić 3 rząd siedzeń. Parametry te stały się jednak jedynie wyróżnikiem dłuższego, ponad 5,2-metrowego siedmiomiejscowego wariantu o nazwie Jeep Grand Cherokee L, który zadebiutował w pierwszej kolejności.
Już w momencie debiutu producent potwierdził plany przedstawienia także bezpośredniego następcy w postaci krótszego, 5-miejscowego modelu, który ostatecznie zadebiutował ponad pół roku później, w lipcu 2021 roku wyróżniając się wyraźnie krótszym tylnym zwisem i dwoma rzędami siedzeń w standardzie.
Pod kątem stylistycznym, Grand Cherokee piątej generacji został upodobniony do większej linii modelowej Wagoneer/Grand Wagoneer. Masywny, pionowy przód zdobi duża atrapa chłodnicy oraz wąskie reflektory, przez całą sylwetkę nadwozia biegnie chromowana listwa, z kolei tylną część nadwozia zwieńczyły podłużne lampy.
Deska rozdzielcza zyskała masywniejszy kształt, z większą liczbą ozdobników. Konsolę centralną zdominował 10,3-calowy ekran dotykowy do sterowania systemem multimedialny, a deskę rozdzielczą ubogaciło nowe koło kierownicy.
Gama jednostek napędowych w początkowym etapie produkcji została utworzona przez podstawowy, 3,6-litrowy silnik benzynowy V6, a także mocniejsze 5,7-litrowe V8 z rodziny jednostek napędowych Hemi.

### Grand Cherokee 4xe
Wraz z debiutem podstawowej, krótszej wersji Grand Cherokee V w lipcu 2021 roku, Jeep przedstawił także pierwszy w historii tej linii modelowej wariant o napędzie hybrydowym typu plug-in o przydomku 4xe. Utworzył go silnik spalinowy oraz elektryczny wraz z baterią umożliwiającą doładowywanie z gniazdka i poruszanie się w trybie elektrycznym. Producent nie ujawnił jeszcze dokładnych parametrów tej odmiany.

### Wersje wyposażeniowe
- Laredo
- Limited
- Overland
- Summit

### Silniki
- R4 2.0[51]
- R4 2.0 Mild Hybrid
- V6 3.6 Pentastar
- V8 5.7 Hemi

## Sprzedaż

### Polska
| Rok  | Sprzedaż (szt.) |
| ---- | --------------- |
| 2010 | 175             |
| 2011 |                 |
| 2012 | 497             |
| 2013 | 662             |
| 2014 |                 |
| 2015 | 807             |
| 2016 | 729             |
| 2017 | 668             |
| 2018 | 575             |
| 2019 |                 |
| 2020 | 49              |

### Europa[60]
| Rok  | Sprzedaż (szt.) |
| ---- | --------------- |
| 1997 | 17 991          |
| 1998 | 16 532          |
| 1999 | 26 028          |
| 2000 | 24 731          |
| 2001 | 18 865          |
| 2002 | 23 836          |
| 2003 | 20 681          |
| 2004 | 18 684          |
| 2005 | 16 855          |
| 2006 | 20 597          |
| 2007 | 15 934          |
| 2008 | 8 384           |
| 2009 | 4 215           |
| 2010 | 3 785           |
| 2011 | 6 161           |
| 2012 | 10 383          |
| 2013 | 11 155          |
| 2014 | 13 820          |
| 2015 | 13 719          |
| 2016 | 13 191          |
| 2017 | 10 167          |
| 2018 | 7 963           |
| 2019 | 7 129           |